# Куини, Джон Фрэнсис
Джон Фрэнсис Куини (англ. John Francis Queeny; 17 августа 1859 — 19 марта 1933) — американский предприниматель, основатель компании Монсанто (первоначально известной как Monsanto Chemical Works).

## Биография
Джон Фрэнсис Куини родился 17 августа 1859 года в Чикаго, штат Иллинойс. Он был старшим из пяти детей Джона и Сары (Флаэрти) Куини, ирландских иммигрантов из графства Голуэй.
Семья Куини жила в достатке. Его отец был бизнесменом, владел несколькими домами, которые сдавал в аренду. Это позволило Джону посещать школу в течение шести лет, пока в 1871 году Великий чикагский пожар не уничтожил бизнес отца. Таким образом, в возрасте двенадцати лет Джон был вынужден оставить школу и начать поиски работы. После нескольких месяцев поиска он устроился в качестве мальчика на побегушках (office boy) в фармацевтическую компанию Tolman and King с заработком 2.50$ в неделю. Благодаря усердной работе Джона вскоре повысили до должности посыльного (delivery boy). После этого он проработал ещё нескольно лет на более высоких должностях в разных фармацевтических компаниях, пока не устроился на работу в Merch and Company в качестве менеджера по продажам в 1894 году.
В 1891 году женился на Ольге Мендес Монсанто, испанской иммигрантке с аристократическими корнями (её отец — дон Эммануэль Мендес де Монсанто — был коммерсантом и финансистом).
В 1897 переехал в Сент-Луис (штат Миссури) для работы в Meyer Brothers Drug Company, одной из наиболее крупных фармацевтических компаний того времени.
В 1899 году потратил все сбережения (6,000$) на покупку установки для переработки сероводорода, которая сгорела на следующий день.
В 1901 году основал компанию Monsanto Chemical Works (позже была переименована в Монсанто) и начал производство сахарина, который шёл на продажу в Meyer Brothers. Позже Куини начал продавать сахарин Кока-коле и через короткое время стал её основным поставщиком. За этим последовало расширение производства в область фармацевтики (аспирин и салициловая кислота) и производства резины.
В 1928 году покинул пост председателя Монсанто, имея более чем 50-летний опыт работы в фармацевтической промышленности, и передал управление своему сыну Эдгару.
Умер от рака 19 марта 1933 года. Похоронен на кладбище Белефонтейн (en:Bellefontaine Cemetery) в Сент-Луисе.

## Дети
- Эдгар Монсанто Куини (англ. Edgar Monsanto Queeny; 1897—1968)
- Ольга Монсанто Куини (англ. Olguita Monsanto Queeny; 1899—1981)